# Vivian Chow
Vivian Chow (caratteri cinesi: 周慧敏; pinyin: Zhōu Huìmǐn; jyutping: Zau1 Wai3-man5; Hong Kong, 10 novembre 1967) è una cantante, compositrice, attrice, conduttrice televisiva e scrittrice cinese con origini di Zhongshan, nel Guangdong.
La cantante è particolarmente attiva in organizzazioni di beneficenza per i diritti animali e per la lotta contro il cancro al seno.

## Biografia
Nata ad Hong Kong, Vivian Chow è stata cresciuta solamente dalla madre, in quanto il padre morì lo stesso anno della sua nascita a causa di problemi di cuore. Chow ha studiato al St. Stephen's Church College fino alle scuole superiori.
Alla fine degli anni '90, insieme al marito Joe Ngai si trasferì a Vancouver, in Canada, tuttavia le sue visite in patria continuano ad essere frequenti.

## Carriera

### Carriera radiofonica
Subito dopo il diploma superiore, nel 1985 Vivian Chow ha partecipato ad una competizione canora intitolata New Talent Singing Awards, nella quale ha reinterpretato il singolo Saiai (最愛) di Yoshie Kashiwabara. Alla stessa gara parteciparono anche William So (蘇永康) ed Hacken Lee, due cantanti che avrebbero poi ottenuto il successo ad Hong Kong. Chow non vinse alcun premio durante il concorso, tuttavia ricevette una spinta verso il mondo dello spettacolo e, nel 1987, divenne DJ per l'emittente radiofonica Radio Television Hong Kong.
In radio, Vivian Chow è stata la protagonista di tre diversi serial: Love in the Summer (夏之戀) nel ruolo di Tung Tung, The Teenage Period (青蔥歲月) nel ruolo di Fong Ka Yiu, e Life in Paris (在巴黎的日子) nel ruolo di Joyce.

### Recitazione
Chow ha debuttato al cinema nel 1988, con la commedia Heart to Hearts (三人世界), nel ruolo della figlia di Carol Cheng, madre single iperprotettiva. Per la sua interpretazione nel film, Vivian Chow ha vinto il premio come "Miglior Attrice Esordiente" nel 1989.

### Musica
Il debutto musicale di Vivian Chow è coinciso con l'anno della vincita del premio come "Miglior Attrice Esordiente", il 1989. Il suo primo album autointitolato, 周慧敏, conteneva solo quattro canzoni, tuttavia ricevette un buon responso di critica e pubblico. L'album fu seguito da Vivian e Qing Mi (情迷), dopo i quali vi fu un susseguirsi di pubblicazioni fino all'anno 1998. Nel 1992 la cantante ha dovuto prendere lezioni di cinese, essendo la sua lingua madre il cantonese, per poter pubblicare il suo primo album mandopop, Liu Yan (流言).

## Discografia
- Zhou Hui Min 周慧敏 (1989)
- Vivian (1990)
- Qing Mi 情迷 (1990)
- A Long & Lasting Love (1991)
- Endless Dream (1992)
- Zhou Hui Min Zhen Qin Jing Xuan 周慧敏真情經選 (1992)
- Dong Ri Lang Man 冬日浪漫 (1992)
- Liu Yan 流言 (1992)
- Jin Zai Bu Yan Zhong 盡在不言中 (1993)
- Zui Ai 最愛 (1993)
- Xinshi Chong Chong 心事重重 (1993)
- Xin Qu + Jing Xuan 新曲+經選 (1993)
- Likai You lü De Xi Guan 離開憂鬱的習慣 (1994)
- Zhiji Zhi Bi 知己知彼對唱精選輯 (1994)
- Gan Qing De Fen Li 感情的分禮 (1994)
- Cheng Zheng 成長 (1994)
- Hongye Luo Sou De Shi Hou 紅葉落索的時候 (1994)
- Zhou Hui Min 1994 Mei De Hua Shen Concert 周慧敏'94美的化身演唱會 (1995)
- Duo Yi Dian Ai Lian 多一點愛戀 (1995)
- Chu Chu Liu Qing 處處留情 (1995)
- Qing Mi Xin Qiao 情迷心竅 (1995)
- Shi Jian 時間 (1996)
- Re Min 熱敏 (1996)
- Zhou Hui Min De Min Gan Di Dai 周慧敏的敏感地帶 (1997)
- Hui Yi Cong Jin Tian Kai Shi 回憶從今天開始 (1997)
- Wan Qian Chong Ai San Shi Shou 萬千寵愛30首 (1998)
- 環球2000超巨星系列 (2000)
- Zhen Jing Dian 真經典 (2001)
- 失物招領 (2002)
- 環球DSD視聽之王 (2003)
- Back for you (2006)
- Pun Jai 盆栽 (2011)
- HIM (2014)

## Filmografia
- Heart to Hearts (三人世界) (1988)
- Path of Glory (1989)
- The Romancing Star III (精裝追女仔(三)) (1989)
- Happy Together (相見好) (1989)
- Xiao nan ren zhou xian (小男人周記/Yuppie Fantasy) (1989)
- The Unmatchable Match (風雨同路) (1990)
- Goodbye Hero (玩命雙雄) (1990)
- Heart Into Hearts (三人新世界) (1990)
- The Perfect Match (1991)
- Devil's Vindata (妖魔道) (1991)
- Fruit Bowl (Yes!一族) (1991)
- Fun and Fury (1992)
- Heart Against Hearts (三人做世界) (1992)
- Stone Man (石頭記) (1992)
- Fire On Ice (血染黎明) (1992)
- Tulips in August (八月鬱金香) (1992)
- Arrest the Restless (藍江傳之反飛組風雲) (1992)
- Girls Without Tomorrow 1992 (現代應召女郎) (1992)
- Summer Lover (夏日情人) (1992)
- Angel Hunter (女校風雲之邪教入侵) (1992)
- Rage and Passion (中神通王重陽) (1992)
- The Kung Fu Scholar (倫文敘老點柳先開) (1993)
- Tom, Dick, and Hairy (風塵三俠) (1993)
- No Regret, No Return (走上不歸路) (1993)
- Family Affairs (清官難審) (1994)
- To Love Ferrari (我愛法拉利) (1994)
- Top Banana Club (金裝香蕉俱樂部) (1996)
- All About Love[5] (得閒炒飯) (2010)
- Café. Waiting. Love (2014)